# Ina Beyermann
Ina Beyermann (* 11. April 1965 in Leverkusen) ist eine ehemalige deutsche Schwimmerin, die für die Bundesrepublik Deutschland startete. Sie gewann 1984 zwei olympische Medaillen.
Ina Beyermann begann ihre Karriere beim SV Rhenania Köln unter den Trainern Gerhard Hetz und Elmar Schneider, sie wechselte 1985 zum Studium nach Hamburg, wo sie für die SG Hamburg antrat und von Trainer Jürgen Greve betreut wurde. 1980 gewann sie bei den Junioreneuropameisterschaften drei Titel auf den Freistilstrecken von 200 bis 800 Meter. 1981 belegte sie bei den Europameisterschaften in Split den vierten Platz über 400 Meter Freistil und den fünften Platz über 200 Meter Freistil. Zwei Jahre später bei den Europameisterschaften in Rom wurde sie Vierte über 400 Meter, Fünfte über 200 Meter und Sechste über 800 Meter Freistil. Mit der 4-mal-200-Meter-Freistilstaffel gewann sie in Rom Silber, mit der 4-mal-100-Meter-Freistilstaffel und mit der Lagenstaffel gewann sie Bronze.
Bei den Olympischen Spielen 1984 in Los Angeles wurde Beyermann Siebte über 200 Meter Freistil und Achte über 100 Meter Schmetterling. Über 200 Meter Schmetterling gewann sie Bronze hinter der US-Amerikanerin Mary T. Meagher und der Australierin Karen Phillips. Die Lagenstaffel in der Besetzung Svenja Schlicht, Ute Hasse, Ina Beyermann und Karin Seick erreichte den zweiten Platz hinter der US-Staffel.
Nachdem Beyermann einige Jahre wegen Schulterproblemen nicht in Bestform war und in Folge eines Eingriffs an der Schulter 1986 eine mehr als einjährige Pause einlegte, meldete sie sich 1988 mit dem Gewinn des deutschen Meistertitels über 100 Meter Schmetterling in der deutschen Spitze zurück und qualifizierte sich für die Olympischen Spiele 1988 in Seoul. Über 200 Meter Schmetterling wurde sie als Zweite des B-Finales Zehnte. Ihr letzter großer Wettkampf waren die Europameisterschaften 1989 in Bonn, bei der Beyermann über 200 Meter Schmetterling den siebten Platz belegte.
Sie gewann über 30 deutsche Meistertitel im Einzel und mit der Staffel und stellte 24 DSV-Rekorde auf. Anfang Januar 1990 trat Beyermann, die Sport und Psychologie studierte, im Alter von 24 Jahren vom Leistungssport zurück, da ihr der Spaß abhandengekommen war.